# Triumf miłości (telenowela)
Triumf miłości (hiszp. Triunfo del amor) – meksykańska telenowela wyprodukowana  i wyemitowana w latach 2010–2011 przez grupę medialną Televisa. Jest to remake meksykańskiej telenoweli z 1998 roku pt. Cristina. Druga adaptacja wenezuelskiej telenoweli Cristal (1985-1986).

## Fabuła
Maria Desamparada (Maite Perroni) jest niezwykle piękną i młodą kobietą z osobowością szlachetną, delikatną i urzekającą. Maria w wieku trzech lat trafiła do sierocińca prowadzonego przez zakonnice, gdzie mieszkała i wychowywała się. Dziewczyna dorastała z myślą, że została porzucona na ulicy przez swoją matkę, podczas gdy w rzeczywistości jej matką jest Victoria Sandoval (Victoria Ruffo), znana i sławna projektantka mody, która w młodości zakochała się w Juanie Pablo, młodzieńcu, który miał zostać księdzem. W noc przed jego wyjazdem Victoria zaszła z nim w ciążę, jednak on nigdy się o tym nie dowiedział. Gdy o ciąży dowiedziała się matka Juana Pabla, Bernanda, wyrzuciła Victorię na ulicę. Victoria samotnie wychowywała córkę, jednak, po trzech latach Bernarda odnalazła Victorię i postanowiła się jej pozbyć powodując wypadek, przez który to Maria zaginęła na długie lata. Victoria próbowała odnaleźć córkę, jednak bezskutecznie. Cały swój czas poświęca pracy, bo nie może pogodzić się z tą życiową tragedią, która ją spotkała. Maria dorastała z bardzo dużą nienawiścią do swoich rodziców ale przede wszystkim do matki, ponieważ nie potrafiła nigdy zrozumieć dlaczego ona ją porzuciła. Kiedy Maria opuszcza sierociniec znajduje mieszkanie i przyjmuje pod swój dach dwie lokatorki Nati (Susana Diazayas) i Lindę (Dorismar). Te trzy dziewczyny różnią się od siebie fizycznie jak i moralnie, ale prawdziwa przyjaźń wiąże je razem na zawsze. Życie Marii jest wypełnione wieloma nieprzyjemnymi niespodziankami jak i problemami. Maria poznaje Osvalda Sandovala (Osvaldo Rios) - męża Victorii, który dowiaduje się o tym, że wielkim marzeniem Marii jest zostać modelką tak dobrą i sławną jak Victoria Sandoval, którą traktuje z szacunkiem i podziwem. Za sprawą Osvalda Victoria zatrudnia Marię jako modelkę (obie nie wiedzą o swoim pokrewieństwie). Victoria traktuje córkę z pogardą i arogancją, zwłaszcza, że dostrzega w niej, że jest identyczna jak ona w jej wieku. Tymczasem Maria spotyka Maximiliana Sandovala (William Levy), syna Osvalda z poprzedniego małżeństwa i pasierba Victorii. Jest on nieprawdopodobnie uwodzicielski, początkowo próbuje uwieść Marię, lecz później oboje zakochują się w sobie do szaleństwa. Przed ślubem z Marią, Max dowiaduje się, że jego była dziewczyna Ximena (Dominika Paleta) jest w ciąży. Krzyżuje to jego plany ślubu z ukochaną. Maria, czuje się zraniona i oszukana. Po czasie również dowiaduje się, że jest w ciąży i chce ukryć prawdę przed Maximilianem aby nigdy się o tym nie dowiedział. Po pięciu miesiącach Maximiliano dowiaduje się, że Maria spodziewa się dziecka, a on jest jego ojcem. Mężczyzna jest obecny podczas narodzin swojego potomka. Maria mocno się stara aby nie wpaść w pokuszenie Maximiliana mimo iż bardzo go kocha ponieważ jest on żonaty. Ximena ma wypadek samochodowy i rodzi przedwcześnie z komplikacjami oraz wpada w problemy psychiczne, co sprawia, że małżeństwo Maxa jest jedną wielką farsą, tym bardziej, że jedyną kobietą, którą kocha jest Maria. Dzięki ciężkiej pracy i poświęceniom Maria staje się sławna jako super modelka, udowadniając Victorii i wielu innym osobom, że była w stanie osiągnąć to czego chciała w życiu. Sława, pieniądze i chwała wiele zmieniają w życiu Maxa i Marii. Wśród wszystkich przeszkód, i spisków które uniemożliwiały im bycie szczęśliwymi znajdzie się triumf miłości.

## Wersja polska
W Polsce telenowela była emitowana w TV4 od 26 maja 2011 o godz. 19.00 do 15 marca 2012. W ramówce TV4 telenowelę zastąpił serial Zakazane uczucie.
Opracowaniem wersji polskiej zajęła się Karolina Władyka. Lektorem serialu był Radosław Popłonikowski.

## Obsada
- Maite Perroni − Maria Desamparada Iturbide De Sandoval
- William Levy − Maximiliano "Max" Sandoval
- Victoria Ruffo − Victoria Sandoval
- Diego Olivera − ojciec Juan Pablo Iturbide de Montejo
- Pablo Montero − Cruz Robles Martinez
- Guillermo García Cantú − Guillermo Quintana
- Dorismar − Linda Sortini
- Cuauhtémoc Blanco − Juan Jose Robles Martinez 'Juanjo'
- Carmen Salinas − Dona Milagros Robles Martinez
- Miguel Pizarro − Pipino Pichoni
- Dominika Paleta − Ximena de Alba
- Daniela Romo − Bernarda Montejo de Iturbide
- Osvaldo Ríos − Osvaldo Sandoval
- Erika Buenfil − Antonieta Orozco
- Livia Brito − Fernanda 'Fer' Sandoval
- Marco Méndez − Fabián Duarte
- Susana Diazayas − Natalie 'Nati' Duval
- Alicia Rodríguez − siostra Clementina
- Ricardo Kleinbaum − Óscar
- Radamés de Jesús − Domingo
- Mauricio Muela − Federico Padilla
- Salvador Pineda − Rodolfo Padilla
- Archie Lafranco − Pedro
- Gustavo Rojo − ojciec Jeronimo
- Pilar Pellicer − Eva Gez
- Maricruz Nájera − Tomasa Hernandez
- Manuel 'Flaco' Ibáñez − Napoleon Bravo "Don Napo"
- Mariana Ríos − María Magdalena
- Mark Tacher − Alonso del Angel
- Andrea Garcia - Ofelia Garcia
- Mónica Ayos - Leonela Montenegro
- Ursula Prats - Roxana de Alba

## Nagrody i nominacje

### Nagrody TVyNovelas (Meksyk) 2012
| Kategoria                          | Osoby                           | Wynik     |
| ---------------------------------- | ------------------------------- | --------- |
| Najlepsza telenowela               | Salvador Mejía                  | Nominacja |
| Najlepsza protagonistka            | Maite Perroni                   | Nominacja |
| Najlepsza antagonistka             | Daniela Romo                    | Wygrana   |
| Najlepsza aktorka pierwszoplanowa  | Carmen Salinas                  | Nominacja |
| Najlepszy aktor pierwszoplanowy    | César Évora                     | Wygrana   |
| Najlepsza młoda aktorka            | Livia Brito                     | Wygrana   |
| Najlepszy scenariusz lub adaptacja | Liliana Abud i Ricardo Fiallega | Nominacja |

### Premios Califa de Oro 2011
| Kategoria                | Osoba             | Wynik   |
| ------------------------ | ----------------- | ------- |
| Najlepsze wykonanie roku | William Levy      | Wygrana |
| Najlepsze wykonanie roku | Maite Perroni     | Wygrana |
| Najlepsze wykonanie roku | Daniela Romo      | Wygrana |
| Najlepsze wykonanie roku | Carmen Salinas    | Wygrana |
| Najlepsze wykonanie roku | Cuauhtémoc Blanco | Wygrana |
| Najlepsze wykonanie roku | Pablo Montero     | Wygrana |

Źródło:

### Premios Oye 2012
| Kategoria                                                                      | Osoby                                                      | Wynik     |
| ------------------------------------------------------------------------------ | ---------------------------------------------------------- | --------- |
| Najlepszy utwór przewodni z telenoweli, serialu lub filmu w języku hiszpańskim | A partir de hoy w wykonaniu Marco Di Mauro i Maite Perroni | Nominacja |